# バレアレス (重巡洋艦)
|          | |
| 艦歴     | |
| 起工     | 1928年8月15日 |
| 進水     | 1932年4月28日 |
| 就役     | 1936年12月28日竣工、1937年就役。 |
| 退役     | |
| その後   | 1938年3月に戦没。 |
| 性能諸元 | |
| 排水量   | 基準：10,670トン 常備：-トン 満載：13,200トン                                                                                                  |
| 全長     | 193.8m |
| 全幅     | 19.5m |
| 吃水     | 5.3m～6.5m |
| 機関     | ヤーロー式重油専焼缶8基 +パーソンズ式ギヤードタービン4基2軸推進                                                                                |
| 最大主力 | 90,000hp |
| 最大速力 | 33.0ノット |
| 航続距離 | 15ノット/8,000海里 |
| 乗員     | 1,042名 |
| 兵装     | 1924年型 20.3cm（50口径）連装砲4基 1935年型 12cm（45口径）単装高角砲8基 40mm（60口径）機関砲12門 20mm機銃3丁 53.3cm三連装水上魚雷発射管4基12門 |
| 装甲     | 舷側：51mm 甲板：38mm 主砲塔：25mm（前盾）、25mm（側盾）、-mm（後盾）、70mm（天蓋） 火薬庫：114mm 司令塔：-mm                                  |

バレアレス（Baleares）は、スペインの重巡洋艦。カナリアス級の2番艦。

## 艦歴
1928年8月25日起工、1932年4月20日に進水した。1936年7月スペインでは内戦が発生しエル・フェロルで建造中であった「バレアレス」は姉妹艦「カナリアス」と共に反乱軍の手に落ちた。1937年1月就役。
2月に「カナリアス」と共にマラガを砲撃。4月25日には座礁した戦艦「ハイメ1世」の攻撃に出撃するも戦果なし。5月20日、「バレアレス」は地中海で軽巡洋艦「リベルタード」「メンデス・ヌネス」などからなる政府軍艦隊と交戦。8月24日、潜水艦「C6」の雷撃を受けるが命中なし。9月7日、アルジェリアのシェルシェル岬沖の地中海において軽巡洋艦「リベルタード」「メンデス・ヌネス」などに護衛された船団を攻撃するが失敗、損傷する（シェルシェル岬沖海戦）。1938年3月6日、船団護衛中の重巡洋艦「バレアレス」「カナリアス」、軽巡洋艦「アルミランテ・セルベラ」などはカルタヘナの沖で政府軍の艦隊と遭遇、戦闘となった。この戦闘中に駆逐艦の雷撃によってバレアレスに魚雷が命中、轟沈した（パロス岬沖海戦）。